# 石山 (南卡罗来纳州)
石山（英文：Rock Hill），是美国南卡罗来纳州下属的一座城市。城市类型是“City”。其面积大约为35.88平方英里（92.93平方公里）。根据2010年美国人口普查，该市有人口66,154人，人口密度约为每平方 英里1,843.60人（约合每平方公里711.84人）。